# شو چین
شو چین (انگلیسی: Shu Chien؛ زادهٔ ۱۹۳۱) یک دانشمند در زمینه مهندسی زیستی متولد چین است. وی هم اکنون در ایالات متحده آمریکا اقامت دارد.
وی همچنین برنده جوایزی همچون نشان ملی علوم شده‌است.